# China Taipéi en los Juegos Olímpicos de Lillehammer 1994
China Taipéi (Taiwán) estuvo representada en los Juegos Olímpicos de Lillehammer 1994 por dos deportistas masculinos que compitieron en bobsleigh.
El portador de la bandera en la ceremonia de apertura fue el piloto de bobsleigh Sun Kuang-Ming. El equipo olímpico no obtuvo ninguna medalla en estos Juegos.